# Crambe pritzelii
Crambe pritzelii Bolle, es una especie de planta perteneciente a la familia de las brasicáceas. 

## Distribución geográfica
Crambe pritzelii es  un endemismo de Gran Canaria en las Islas Canarias.

## Descripción
Dentro del género pertenece al grupo de especies con hojas enteras. Se diferencia de otras especies en que las hojas, de lanceoladas a elípticas, poseen dientes punzantes en el borde, son pecioladas y muy áperas. Los tallos también son muy ásperos y espinosos.

## Taxonomía
Crambe pritzelii fue descrita por Carl Bolle y publicado en Index Seminum (Berlin) 10. 1861.
Etimología
Crambe: nombre genérico que deriva  del latín crambe, y del griego κράμβη , "una especie de col".
pritzelii: epíteto dedicado a George August Pritzel (1815-1874), botánico alemán.
sinonimia
- Crambe viraeana Webb ex H.Christ	[4]